# Euphrosine armadilloides
Euphrosine armadilloides är en ringmaskart som beskrevs av Ehlers 1900. Euphrosine armadilloides ingår i släktet Euphrosine och familjen Euphrosinidae.
Artens utbredningsområde är Mexikanska golfen. Inga underarter finns listade i Catalogue of Life.